# Martin Ney (Diplomat)

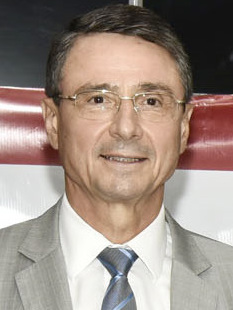
Martin Ney (2017)

Martin C. Ney (* 1956) ist ein pensionierter deutscher Diplomat. Er war vom Juli 2019 bis Juli 2022 Deutscher Botschafter in Portugal. Ab November 2020 war er auch als Botschafter in Kap Verde akkreditiert. Vorher war er von 2015 bis 2019 Botschafter der Bundesrepublik Deutschland in Indien.

## Leben
Martin Ney studierte Rechtswissenschaften an der Universität Würzburg und der Universität Genf (1976 bis 1981), sowie Wirtschaftswissenschaften und Politik an der Oxford University als Cecil-Rhodes-Stipendiat (1981 bis 1983). Von 1983 bis 1986 war er wissenschaftlicher Assistent am Institut für Völkerrecht, allgemeine Staatslehre und Verfassungsrecht der Universität Würzburg, wo er im Jahr 1985 mit der Arbeit Der Einsatz von Atomwaffen im Lichte des Völkerrechts promoviert wurde.
Ney ist verheiratet und hat zwei erwachsene Söhne. Eines seiner Hobbys ist die Kammermusik. Er ist an verschiedenen Dienstorten mit lokalen Orchestern aufgetreten.

## Laufbahn
Im Jahr 1986 begann er seine Diplomatenlaufbahn im Grundsatzreferat Völkerrecht des Auswärtigen Amts. Von 1988 bis 1990 leitete er das Kultur- und Pressereferat der Botschaft Bangkok, Thailand. Bei den Verhandlungen über die äußeren Aspekte der deutschen Vereinigung (den so genannten „2+4-Verhandlungen“)  war er der Rechtsberater auf Seiten der Bundesrepublik Deutschland sowie Delegationsleiter im Redaktionsausschuss der Verhandlungen. Von 1991 bis 1993 fungierte er als Persönlicher Referent des Staatssekretärs des Auswärtigen Amts. Er wechselte dann als politischer Referent an die Botschaft Washington, bevor er 1997 nach Tokio ging. Nach einem Jahr als stellvertretender Leiter des Wirtschaftsreferats wurde er dort Leiter des politischen Referats (1998–2001).
Von 2001 bis 2005 war Ney als Europäischer Korrespondent des Auswärtigen Amts für die Koordination der Gemeinsamen Außen- und Sicherheitspolitik der EU verantwortlich. Im Jahr 2005 wurde er zum Botschafter und Stellvertretenden Hohen Repräsentanten für Bosnien-Herzegowina ernannt und arbeitete in Sarajevo. Von Juni 2006 bis Juli 2007 war er als stellvertretender Leiter der Abteilung für Globale Fragen im Auswärtigen Amt für die Vereinten Nationen, Menschenrechte und humanitäre Hilfe zuständig.
Von August 2007 bis Juli 2010 diente Ney als Stellvertretender Ständiger Vertreter Deutschlands bei den Vereinten Nationen in New York im Range eines Botschafters. Im August 2010 wurde er zum Beauftragten für Fragen des allgemeinen und besonderen Völkerrechts ernannt, und im Juli 2012 zum Leiter der Rechtsabteilung des Auswärtigen Amts und Völkerrechtsberater der Bundesregierung.
Von 2015 bis 2019 war Martin Ney Botschafter und Leiter der Botschaft Neu Delhi, Indien. Im Februar 2016 wurde er als Zeuge im NSA-Untersuchungsausschuss zu seiner Arbeit als Leiter der Rechtsabteilung im Auswärtigen Amt vernommen.
2019 wechselte er als Botschafter an die Botschaft Lissabon, wo er zum Ende des Monats Juni 2022 in den Ruhestand ging. Ab November 2020 war er zusätzlich für Kap Verde zuständig.